# Igreja Ampla
A Igreja Ampla (em inglês:  Broad Church) é uma tradição ou grupo na Igreja da Inglaterra em particular e no Anglicanismo em geral. O termo descreve os anglicanos que opinam por seguir a Via media (caminho do meio), afirmando ter uma posição intermediária entre protestantes e católicos em relação à doutrina e comunhão. Os aderentes do termo comumente possuem uma interpretação liberal da doutrina. O termo é frequentemente usado para organizações políticas seculares, o que significa que elas abrangem uma ampla gama de opiniões.

## Uso religioso
Depois que os termos High Church e Low Church passaram a distinguir a tendência ao ritualismo e anglo-catolicismo, por um lado, e evangelicalismo, por outro, aqueles anglicanos tolerantes a múltiplas formas de conformidade à autoridade eclesiástica passaram a ser referidos como "amplos". A expressão aparentemente se originou com AH Clough e foi atual no final do século XIX para os anglicanos que se opunham a definições positivas em teologia e procuravam interpretar os formulários anglicanos em um sentido amplo e liberal. Os membros característicos deste grupo foram os colaboradores de Essays and Reviews, 1860, e A.P. Stanley. Como o nome indica, as paróquias associadas a essa variedade de igreja misturam formas altas e baixas, refletindo as preferências litúrgicas e doutrinárias, muitas vezes ecléticas, de clérigos e leigos. A ênfase está em permitir a escolha de cada paroquiano.
A broad church como expressão é agora cada vez mais substituída por referências na Igreja da Inglaterra ao liberalismo. Por exemplo, Rowan Williams, ex-arcebispo de Canterbury, em seu "texto de reflexão" O desafio e a Esperança de Ser um Anglicano Hoje, lançado em 2006 , descreveu os três "componentes de nossa herança" como "protestantismo evangélico estrito", "Catolicismo romano" e "liberalismo religioso", aceitando que "cada um deles tem um lugar na vida da igreja". Isso corresponderia amplamente aos partidos da low church, high church e da broad church na Igreja da Inglaterra. Foi sugerido que" amplo "tendia a ser usado descrever as preferências litúrgicas do meio do caminho que se inclinavam teologicamente para o protestantismo liberal; enquanto "central" descrevia aqueles que eram teologicamente conservadores, mas seguiam o caminho do meio em termos de práticas litúrgicas. liberal em teologia, muitas vezes culturalmente conservadora, mas também apoia uma igreja anglicana ampla — isto é, abrangente — incluindo anglicanos evangélicos, "meio do caminho" ou "broad church" ou "membros da igreja centrais", liberais ou "progressistas "anglicanos, moderados altos clérigos e anglo-católicos anglicanos (embora não sejam fundamentalistas, por um lado, nem papistas, por outro). Não é possível traçar linhas precisas entre algumas dessas tradições.
Na Igreja Episcopal nos Estados Unidos, o termo "broad church" tem uma conotação ligeiramente diferente, referindo-se àqueles cuja prática litúrgica não é nem igreja alta nem baixa. Teologicamente, eles podem ser conservadores equivalentes à liderança central da igreja na matriz principal, a Igreja da Inglaterra ou liberais, que os identificariam com a ampla igreja ou vertente liberal dentro da Igreja da Inglaterra.

## Na política
Por analogia, o termo também foi usado em relação aos partidos políticos, particularmente ao Partido Trabalhista britânico. Pode denotar uma ampla gama de visões ideológicas dentro de uma única organização, bem como descrever um partido que procura atrair uma ampla base de eleitores com diferentes pontos de vista. "Big Tent" é um termo semelhante na política americana, também com origem religiosa.